# 寺田徳明
寺田 徳明（てらだ とくめい、1860年(万延元年)2月11日 ‐ 1926年3月1日）は、日本の歴史家。

## 経歴
万延元年に会津藩の江戸詰の藩士であった寺田徳裕のもとに生まれる。徳裕が校長を務めた私塾有鄰館に学び、新潟県（越後国）内各地で教員を務めたのち、東蒲原郡書記となり、津川町に居を移し、1918年に津川町助役に就く。東蒲原郡内の地域研究に努め、地誌「小川のしからみ」「東蒲原郡史蹟誌」を執筆する。

## 著作
- 寺田徳明『小川のしからみ』越後史料叢書出版部、1914年。NDLJP:950802/2。
- 寺田徳明『東蒲原郡史蹟誌』東蒲原郡教育会、1928年。NDLJP:1177986/3。